# Philogaeus
Philogaeus là một chi nhện trong họ Thomisidae.